# Olle Andersson (Tennisspieler)

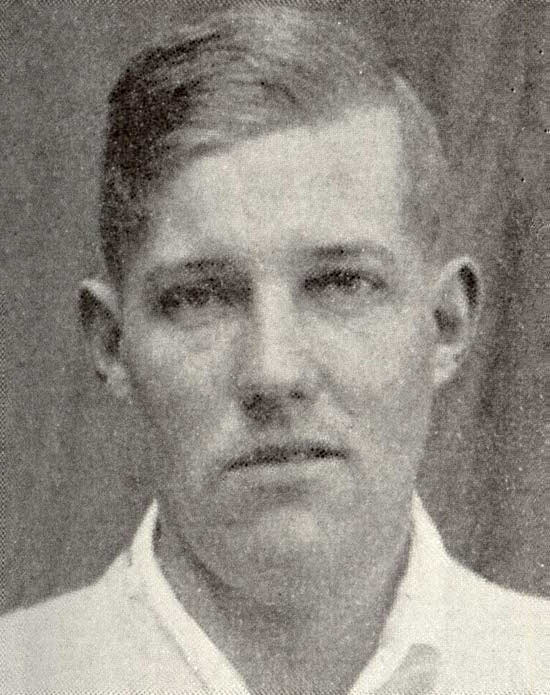
Olle Andersson

Anders Olof Antonius „Olle“ Andersson (* 29. Dezember 1895 in Gävle; † 6. Mai 1974 ebenda) war ein schwedischer Tennisspieler.
Anderssons war vor allem für seine Teilnahme 1920 an den Olympischen Sommerspielen in Antwerpen bekannt. Er trat dort zusammen mit Henning Müller im Herrendoppel an. Die beiden schieden zum Auftakt gegen die Norweger Conrad Langaard und Jack Nielsen aus. Die Teilnahme am Mixed-Doppel mit Margareta Lindberg sagte die Paarung kurzfristig ab. An weiteren überregionalen Turnieren nahm er darüber hinaus nicht teil. Dafür wurde er mehrfach schwedischer Tennismeister – 1917 im Einzel in der Halle, 1922 und 1925 im Doppel in der Halle sowie 1922 im Freien im Mixed. 1918 stand er auf Platz 2 der nationalen schwedischen Rangliste. Seine letzten Turnierteilnahmen sind aus dem Jahr 1926 überliefert.
Andersson soll klein und kompakt gewesen sein und einen guten Halbvolley und ein ausgeprägtes Spiel mit dem Handgelenk beherrscht haben.
Er spielte in Schweden für den Gefle Tennisklubb in seiner Heimatstadt. Aus der Zeit nach 1926 ist nichts über ihn bekannt.